# Ctenitis strigilosa
Ctenitis strigilosa är en träjonväxtart som först beskrevs av George Edward Davenport, och fick sitt nu gällande namn av Edwin Bingham Copeland. Ctenitis strigilosa ingår i släktet Ctenitis och familjen Dryopteridaceae. Inga underarter finns listade.